# Luís Carlos de Oliveira Preto
Luís Carlos de Oliveira Preto (sinh ngày 17 tháng 9 năm 1965) là một cầu thủ bóng đá người Brasil.

## Sự nghiệp câu lạc bộ
Luís Carlos de Oliveira Preto đã từng chơi cho Cerezo Osaka.

## Thống kê câu lạc bộ

### J.League
| Đội          | Năm       | J.League | J.League | J.League Cup | J.League Cup | Tổng cộng | Tổng cộng |
| Đội          | Năm       | Trận     | Bàn      | Trận         | Bàn          | Trận      | Bàn       |
| ------------ | --------- | -------- | -------- | ------------ | ------------ | --------- | --------- |
| Cerezo Osaka | 1998      | 21       | 4        | 0            | 0            | 21        | 4         |
| Tổng cộng    | Tổng cộng | 21       | 4        | 0            | 0            | 21        | 4         |